# Vega (tên lửa)
Vega (Vettore Europeo di Generazione Avanzata, Advanced Generation European Carrier Rocket) là một hệ thống tên lửa đẩy có thể phá hủy hiện đang được sử dụng bởi Arianespace phát triển chung bởi Cơ quan Không gian Ý và Cơ quan Không gian châu Âu. Phát triển bắt đầu vào năm 1998 và đợt phóng đầu tiên đã diễn ra từ Trung tâm vũ trụ Guiana vào ngày 13 tháng 2 năm 2012. Trong chuyến bay đầu tiên này, tên lửa đẩy Vega chở chín món hàng lên không gian, gồm dụng cụ trắc nghiệm lý thuyết tương đối Einstein.
Tên lửa Vega dài 30m, có thể chuyên chở các vệ tinh nặng khoảng 300-2,5 tấn thực hiện các nhiệm vụ quan sát Trái Đất đến các quỹ đạo cực và quỹ đạo Trái Đất thấp Sứ mạng Vega lần này là bay quanh quỹ đạo cực mang một tàu không gian nặng 1500 kg lên độ cao 700 km.. Tổng chi phí khoảng 776 triệu euro, trong đó Italia đóng góp khoảng 60% tổng trị giá của tên lửa. Vega gồm bốn tầng, trong đó ba tầng đầu tiên hoạt động bằng cách đốt nhiên liệu cứng. Còn tầng thứ tư và là tầng cuối lại sử dụng nhiên liệu phản lực lỏng, giúp tàu vũ trụ có thể khởi động nhiều lần để đưa nó lên đúng với quỹ đạo. Điều đặc biệt ở tàu vũ trụ Vega chính là lớp vỏ động cơ của ba tầng đầu tiên bằng nhựa tổng hợp và sợi graphit siêu bền. 
Nhiệm vụ lần phóng ngày 13 tháng 2 năm 2012 của tên lửa Vega là đưa chín vệ tinh lên quỹ đạo. Cơ quan Không gian châu Âu hi vọng Vega sẽ được phóng hai lần trong một năm, để giúp vận chuyển toàn bộ vệ tinh loại nhỏ của chính phủ, cơ quan khoa học hàng không.
Công nghệ được phát triển cho chương trình P80 cũng sẽ được sử dụng cho tương lai phát triển của Ariane. Italia góp 60% kinh phí và Pháp góp 25% là những người đóng góp hàng đầu cho các chương trình Vega, những quốc gia tham gia khác bao gồm Tây Ban Nha, Bỉ, Hà Lan, Thụy Sĩ và Thụy Điển.